# Édouard-Zotique Massicotte
Édouard-Zotique Massicotte (* 24. Dezember 1867 in Montreal; † 8. November 1947 in Montreal) war ein kanadischer Folklorist, Archivar, Schriftsteller, Journalist und Jurist.

## Leben
Massicotte besuchte die Académie du Plateau und das Collège Sainte-Marie und machte 1895 an der Universität Montreal seinen Abschluss als Rechtsanwalt. Er arbeitete kurze Zeit in dem Beruf als Partner von Camille Piché und veröffentlichte 1896 eine Synopse des kanadischen Zivilrechtes (Le droit civil canadien résumé en tableaux synoptiques). 1895 war er unter den Gründungsmitgliedern der École littéraire de Montréal, einer Vereinigung junger französisch-kanadischer Autoren. Nachdem er bereits in seiner Jugend von Paul Verlaine und Stéphane Mallarmé inspirierte Gedichte in den Zeitschriften L'Écho des Jeunes und La Revue littéraire veröffentlicht und 1897 das Schauspiel Les cousins du député verfasst hatte, wandte er sich dem Journalismus zu.
Bereits seit Mitte der 1880er Jahre hatte er Beiträge für verschiedene Zeitschriften Montreals (u. a. L'Étendard) verfasst. 1898 wurde er Redakteur von Le Monde Illustré. Zwischen 1903 und 1910 arbeitete er für die Zeitschrift Samedi. Seit seiner frühen Zeit interessierte sich Massicotte für die Geschichte, Genealogie und Folklore der Region Montreal. Zwischen 1870 und 1920 trug er eine bedeutende Sammlung von mehr als sechstausend Fotografien und Illustrationen der Stadt Montreal zusammen, die sich im Besitz der Nationalbibliothek von Quebec befindet. Er war Hauptmitarbeiter von Pierre-Geoges Roys Bulletin des recherches historiques, und 1911 betraute ihn Sir Lomer Gouin mit der Position des Leiters des Archivs des Gerichtsgebäudes von Montreal.
1917 lernte er Marius Barbeau kennen, mit dem er um die 5000 Lieder, Erzählungen und Tonaufnahmen aus der Region Montreal und Trois-Rivières sammelte, die dem Canadian Museum of Civilization und der Montreal City Library übergeben wurden. 1920 wurde er Mitglied der Royal Society of Canada, die ihn 1936 mit der Tyrell-Medaille auszeichnete. Im gleichen Jahr verlieh ihm die Universität Montreal einen Ehrendoktortitel. Außerdem war Massicotte Mitglied der Commission des monuments historiques de Québec, Vizepräsident der Société d'archéologie de Montréal, Gründungsmitglied der Société des Dix und Mitarbeiter des Bulletin des Recherches historiques, der Soirées du bons vieux temps (1919) und der Soirées de famille au Monument national (1920). In Montreal wurde 1950 eine Straße nach ihm benannt.